# Obermodern-Zutzendorf
Obermodern-Zutzendorf là một xã thuộc tỉnh Bas-Rhin trong vùng Grand Est đông bắc Pháp.